# Davide Frattini
Davide Frattini (Varese, 6 agosto 1978) è un ex ciclista su strada e ciclocrossista italiano, professionista dal 2002 al 2015.

## Palmarès

### Strada
- 2001 (Dilettanti)

Classifica generale Giro d'Italia dilettanti
2ª tappa Vuelta a Navarra
- 2004 (Team Monex)

Vuelta de Bisbee

### Ciclocross
- 2004-2005

Hancock
- 2005-2006

Corsico
Lurago d'Erba
North Stonington
- 2006-2007

Farmington
Mount Holly-Smithville
- 2007-2008

Baltimore
Bridgeton City Park
Highland Park
- 2009-2010

Baltimore
Fogelsville
Hendersonville
- 2010-2011

Baltimore
Baltimore (b)
Toronto
Toronto (b)
Aurora
Etobicoke

## Piazzamenti

### Classiche monumento
- Milano-Sanremo

2014: ritirato
- Parigi-Roubaix

2014: 140º
2015: 60º

### Competizioni mondiali
- Campionati del mondo di ciclocross

Hooglede 2007 - Elite: 31º